# Vrije Rechtsschool

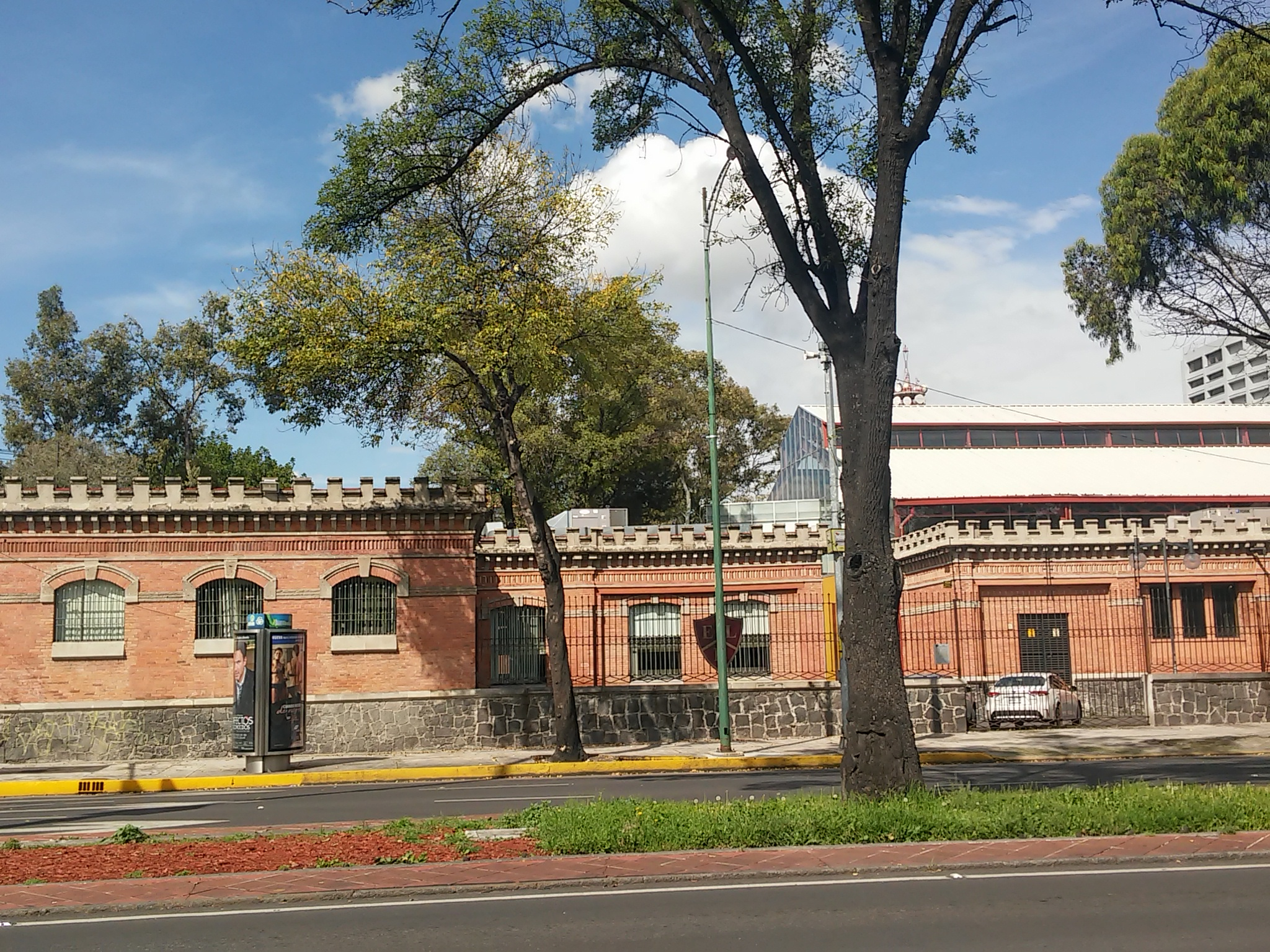
Vrije Rechtsschool

De Vrije Rechtsschool (Spaans: Escuela Libre de Derecho, ELD) is een prestigieuze universiteit in Mexico-Stad. Zoals de naam al aangeeft specialiseert de universiteit in de rechtsgeleerdheid.
Vele zeer vooraanstaande Mexicaanse juristen zijn afgestudeerd aan de ELD. Bekende alumni zijn Javier Lozano Alarcón, Luis Maldonado Venegas, Ezequiel Padilla Peñaloza, Francisco Garrido Patrón, Carlos Reygadas, José Luis de la Peza, Carlos Abascal, Luis Pazos en de presidenten Emilio Portes Gil (1928-1930) en Felipe Calderón (2006-2012).
Vanaf 1933 was Roberto Córdova hoogleraar aan de Vrije Rechtsschool; tussen 1955 en 1964 was hij rechter aan het Internationale Gerechtshof in Den Haag.